# Gyula Polgár

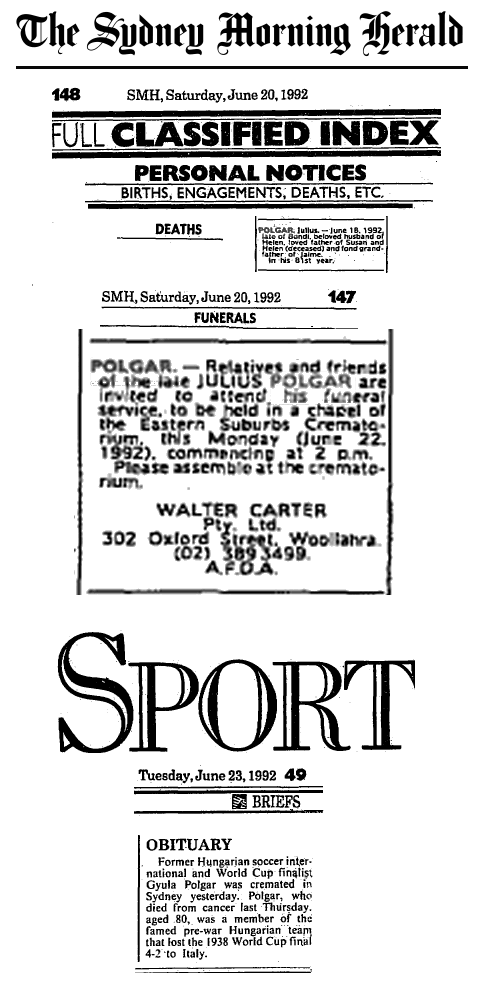
Dokumentation: Ablebensdatum von Gyula „Julius“ Polgár

Gyula Polgár, eigentlich Gyula Pignitzky (* 8. Februar 1912 in Kistelek; † 18. Juni 1992 in Sydney, Australien), war ein ungarischer Fußballspieler, der mit der Nationalmannschaft seines Heimatlandes an den Fußballweltmeisterschaften 1934 und 1938 teilnahm.

## Spielerkarriere

### Vereine
Gyula Polgár, am 8. Februar 1912 in Kistelek, einer Stadt im Komitat Csongrád in Österreich-Ungarn, geboren, begann seine fußballerische Laufbahn beim Kisteleki TE, ehe er 1930 zum Budapester Verein Hungária Budapest, der mittlerweile wieder den Namen MTK Budapest FC trägt, wechselte. Bei Hungária blieb er nur ein Jahr, ehe er sich dem kleineren Hauptstadtklub Budai 11 anschloss. Bei dem Verein, der sich 1958 auflöste, hielt es Gyula Polgár, der auf der Position eines Mittelfeldspielers agierte, auch nur zwei Jahre. Dann wechselte er zu Ferencváros Budapest, dem heutigen Rekordmeister Ungarns. Bei dem Verein, dem er bis ins Jahr 1944 treu blieb, spielte er zusammen mit anderen ungarischen Fußballgrößen der damaligen Zeit wie György Sárosi, József Takács, Béla Sárosi oder Géza Toldi. Polgár errang mit Ferencváros während seiner Zeit bei dem Verein vier nationale Meistertitel sowie den Sieg im Mitropacup 1937. Zudem gelang viermal der Gewinn des ungarischen Pokalwettbewerbes und 1934 wurde Polgár zum ungarischen Fußballer des Jahres gewählt. Nach elf Jahren bei Ferencváros Budapest wechselte Gyula Polgár wieder zurück zu MTK Budapest. Hier spielte er zusammen mit Nándor Hidegkuti, dem noch jungen späteren Star der berühmten ungarischen Goldenen Elf. Einen Titel konnte Polgár mit dem Verein allerdings nicht gewinnen. 1947 ging er dann nach Italien zur AC Magenta, wo er seine Karriere in der Serie B ausklingen ließ, ehe er 1948 sein Karriereende verkündete.

### Nationalmannschaft
Gyula Polgár brachte es in seiner Karriere auf 26 Länderspiele für die ungarische Fußballnationalmannschaft. Sein Debüt feierte er am 18. September 1932 beim 2:1-Sieg der Ungarn in Budapest gegen die Tschechoslowakei. In seinem dritten Länderspiel gelang Polgár auch sein erstes Tor, und zwar beim 2:2-Unentschieden im Praterstadion zu Wien gegen Österreich. Insgesamt erzielte er in seinen 26 Länderspielen zwei Tore. Mit der Nationalmannschaft seines Heimatlandes nahm er an zwei Fußballweltmeisterschaften teil. Bei seiner ersten Weltmeisterschaft, der 1934 in Italien, kam er jedoch nicht zum Einsatz. Vier Jahre später in Frankreich wurde er immerhin einmal eingesetzt. Dieses Spiel war das Endspiel um die Fußball-Weltmeisterschaft im Stade de Colombes von Paris, als Polgár auf Grund einer taktischen Entscheidung der Teamführung den bisherigen Stammspieler Lajos Korányi ersetzte und gemeinsam mit Sándor Bíró das Verteidigungsduo bildete. Im Finale unterlag Ungarn dem Titelverteidiger aus Italien mit 2:4. Noch weitere vier Jahre war Gyula Polgár in der Nationalmannschaft Ungarns aktiv. Sein letztes Länderspiel machte er am 1. November 1942 in Budapest beim 2:0-Sieg gegen die Schweiz.

## Trainerkarriere
Nach Ende seiner aktiven Karriere wurde Polgár Trainer und betreute zunächst einige unterklassige Vereine, ehe er den Zweitligisten Pécsi Lokomotív übernahm. Nach dem ungarischen Volksaufstand emigrierte er nach Australien, wo er seine Trainerkarriere fortsetzte.
Mit APIA Leichhardt, dem Verein der italienischen Einwanderer in Sydney, konnte er 1964 die Stadtmeisterschaft und das Finale der Staatsmeisterschaft von New South Wales gewinnen. Weitere von ihm betreute Mannschaften waren South Melbourne Hellas, St. George Budapest, Hakoah Sydney (Januar bis März 1962), Pan Hellnic, Canterbury-Marrickville sowie die Staatsauswahl von New South Wales (NSW), die er im Jahre 1959 während der großen Tour von Deportivo Saprissa betreute.